# Callyna unicolor
Callyna unicolor là một loài bướm đêm trong họ Noctuidae.